# Burrough on the Hill
Burrough on the Hill eller Burrow-on-the-Hill är en by i civil parish Somerby, i distriktet Melton, i grevskapet Leicestershire i England. Byn är belägen 8 km från Melton Mowbray. Burrough on the Hill var en civil parish fram till 1936 när blev den en del av Somerby. Civil parish hade 214 invånare år 1931. Byn nämndes i Domedagsboken (Domesday Book) år 1086, och kallades då Burc/Burg.